# Ormosia filifera
Ormosia filifera är en tvåvingeart som först beskrevs av Paul Lackschewitz 1940.  Ormosia filifera ingår i släktet Ormosia och familjen småharkrankar.
Artens utbredningsområde är Libanon. Inga underarter finns listade i Catalogue of Life.